# Oran (Missouri)
Oran é uma cidade localizada no estado americano de Missouri, no Condado de Scott.

## Demografia
Segundo o censo americano de 2000, a sua população era de 1264 habitantes.
Em 2006, foi estimada uma população de 1260, um decréscimo de 4 (-0.3%).

## Geografia
De acordo com o United States Census Bureau tem uma área de
2,7 km², dos quais 2,7 km² cobertos por terra e 0,0 km² cobertos por água. Oran localiza-se a aproximadamente 112 m acima do nível do mar.

## Localidades na vizinhança
O diagrama seguinte representa as localidades num raio de 12 km ao redor de Oran.